# 辻章男
辻 章男（つじ たかお、1914年8月25日 - 1990年11月17日）は、日本の運輸官僚。海上保安庁長官を務めた。兵庫県出身。

## 経歴
1937年に東京帝国大学法科を卒業し、同年に逓信省に入省。運輸省で航空局長、官房長、海運局長などを歴任し、1963年6月から1964年2月までに海上保安庁長官を務めた。1977年7月に関西国際空港ビル会長に就任。
1984年11月に勲二等瑞宝章を受章した。
1990年11月17日肺炎のために死去。76歳没。